# Squatinella lamellaris
Squatinella lamellaris är en hjuldjursart som först beskrevs av Müller 1786.  Squatinella lamellaris ingår i släktet Squatinella och familjen Lepadellidae. Arten är reproducerande i Sverige. Inga underarter finns listade i Catalogue of Life.